# Sabor dulce

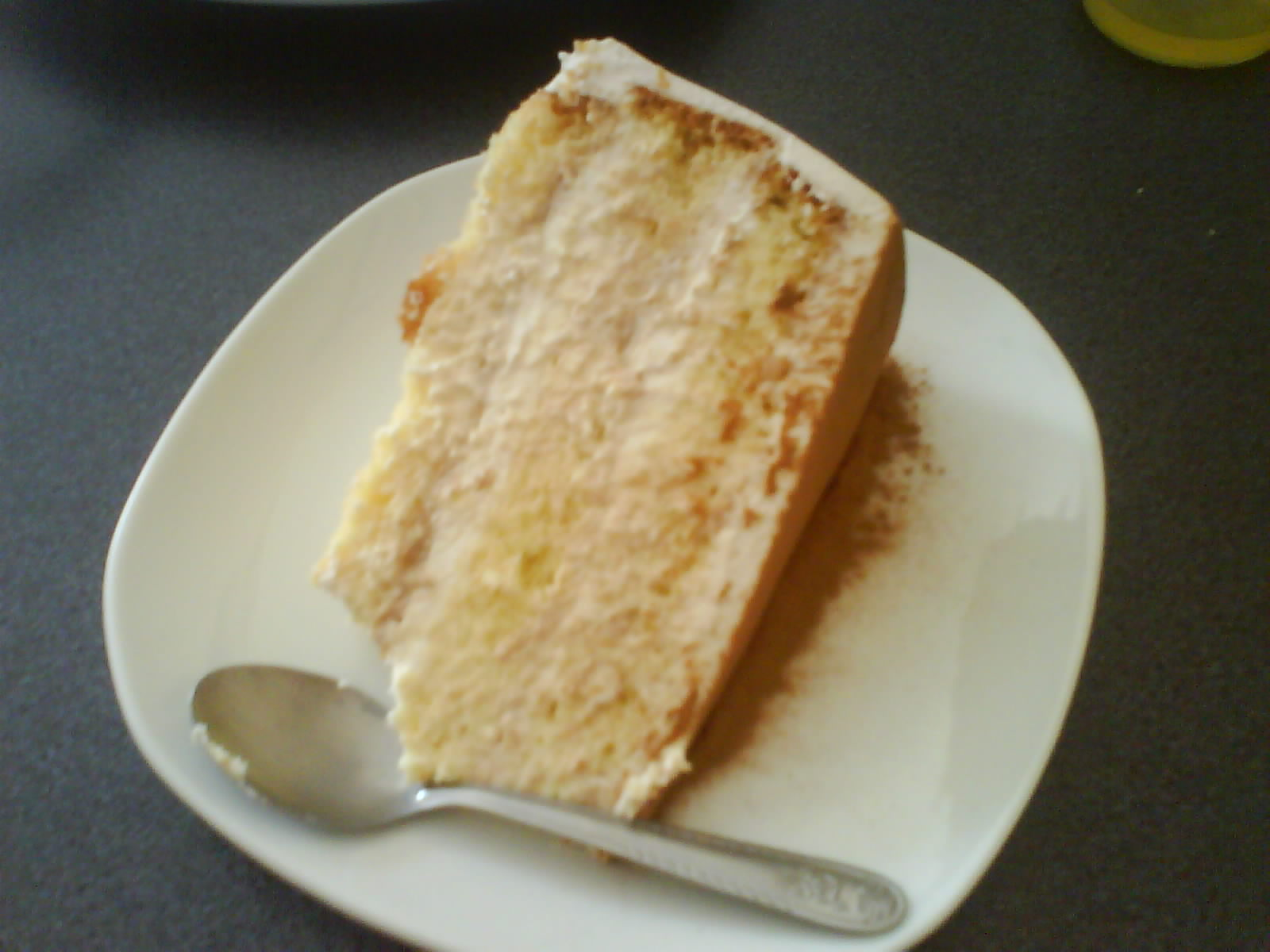
Las comidas con sabores dulces, como este pastel de tres leches, son comúnmente postres.

El dulce es uno de los cinco sabores básicos y de los únicos que es aceptado de manera global por todas las culturas y etnias de la tierra como uno de los sabores más placenteros.
Los alimentos que poseen un alto contenido de carbohidratos simples son percibidos dulces y los saborizantes que proporcionan el sabor dulce se denominan edulcorantes. Los alimentos dulces suelen estar presentes en la alimentación humana como postres y usualmente en los desayunos y meriendas.[cita requerida]

## Fisiología de lo dulce
Los modelos científicos que explican qué canales emplean las papilas gustativas de la lengua para detectar los sabores dulces son desconocidos en la actualidad, se sabe que detectan azúcares naturales y ciertas sustancias. Se ha demostrado que los niños y jóvenes entre los 9 y 15 años poseen una preferencia por los sabores dulces mucho mayor que los adultos.

## Química de lo dulce
Se sabe que ciertos compuestos químicos tales como los aldehídos y las cetonas son percibidos por la lengua como sustancias dulces. Lo mismo se puede decir con las sustancias que poseen carbohidratos, se perciben con cierto grado de dulzura. La sacarosa (azúcar común) es el ejemplo prototípico de sustancia dulce, pero existen otras como la fructosa. Algunos aminoácidos se perciben dulces: los más dulces son la alanina, la glicina, y la serina. algunos aminoácidos se perciben en una mezcla de sabor amargo y dulce.
Algunas especies producen glicósidos que son muchas veces más dulces que el azúcar. Un ejemplo claro es el ácido glicirrízico que es un compuesto 30 veces más dulce que la sacarosa. Otro ejemplo es el steviósido exportado de América del Sur de la planta Stevia rebaudiana que puede llegar a ser 250 veces más dulce que la sacarosa. Otro edulcorante potente pueden ser ciertas proteínas como la taumatina encontrado en África occidental, la lisozima encontrada en los huevos de gallina.
Los compuestos inorgánicos presentan propiedades de sabor dulce, un ejemplo es el cloruro de berilio (BeCl2) y el acetato de plomo (Pb(C2H3O2)2) que era ya empleada como edulcorante por los aristocráticos romanos, contribuyendo en gran medida al envenenamiento por plomo, se elaboraba el sapa que se hacía cociendo vino avinagrado en cacerolas de plomo. Todas las sales de berilio y de itrio son de sabor dulce.
Muchos compuestos sintéticos se conocen como dulces, por ejemplo el cloroformo, el nitrobenzeno, el glicol. En 2005 se determinaron cinco sustancias sintéticas: sacarina, ciclamato, aspartamo, acesulfame potasio, sucralosa, alitame, y neotame. Algunas de estas sustancias fueron retiradas del mercado durante los años 1990.
Algunos compuestos químicos como los polialcoholes poseen sabores dulces (por esta razón se denominan a veces como: alcoholes dulces), como puede ser el glicerol, el eritritol, el xilitol y el sorbitol. Estos alcoholes aparecen en pequeñas cantidades en los vinos (sobre todo los tintos) y están asociados la síntesis que hace el hongo Botrytis cinerea.

## Alimentos dulces
Los alimentos típicamente dulces son los dulces y los postres, debido en parte a que se les añade azúcar. Pero existen otros alimentos que son dulces por razones diversas en las mermeladas y compotas es por un objetivo puramente de conservación del alimento (el azúcar es un buen conservante), en la leche materna su sabor dulce es para atraer al bebé para que se alimente y aumente su factor de supervivencia, algunos alimentos extrañan por su dulzura como puede ser el queso noruego Geitost que es dulce. A veces se marida como contraste lo dulce con lo salado, o lo dulce con lo ácido en la cocina, con el objetivo de lograr un equilibrio.
La mayoría de las frutas frescas son dulces dado su contenido de fructosa, mayormente cuando las mismas están maduras ya que cuando aún están verdes poseen almidones o ácidos que se convierten en dicho azúcar. El dulzor se incrementa cuando la fruta se deshidrata, dado que se concentran los azúcares naturales presentes en las mismas.
Muchos platos de fondo pueden incluir alimentos dulces, tales como los de la gastronomía francesa (donde se suelen servir carnes con frutas), la gastronomía china y en el Oriente de Venezuela (más en este último caso es apenas un ligero toque de dulzor empleándose mayormente con las caraotas, el hervido de estómago de res llamado mondongo y algunos guisos de carne como en el asado negro). Igualmente en Venezuela también se emplean como acompañante dulce las típicas tajadas de plátano maduro fritas o bien el mismo asado u horneado.
Algunas bebidas alcohólicas tienen sabor dulce, ejemplo de ello puede ser algunos vinos (como el Oporto, Moscatel, Pedro Ximénez), algunos tipos de champán, licores como el sambuca, el amaretto (con un ligero regusto amargo), el Frangelico (de avellanas), Kahlúa (de café); el anís, etc.

## Dulce en la actualidad
Las compañías de refrescos han investigado el sabor dulce, intentando separar los conceptos dulce-azúcar, es por esta razón por la que se ha hecho una gran investigación en los polialcoholes como sus sustitutos. El concepto a comienzos del siglo XXI de bebidas hipocalóricas que mantengan el sabor dulce es un continuo reto en la química de los alimentos. Así mismo, la ciencia busca emular el sabor dulce del azúcar prescindiendo de la misma con la finalidad de elaborar alimentos para quienes no pueden consumirla, caso de las personas con obesidad, diabetes, etc. O simplemente para evitar el desarrollo de caries dentales.